# Lockenprägepresse

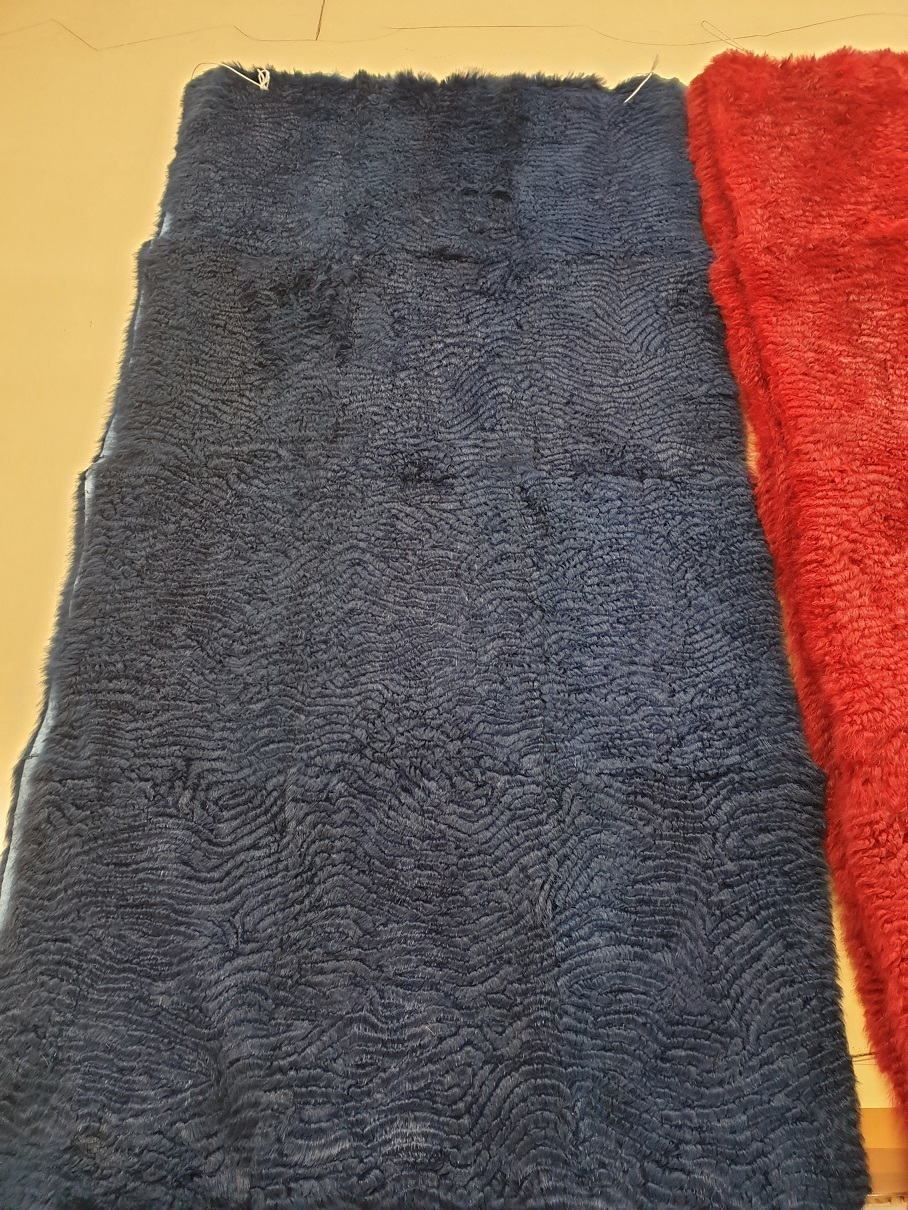
Unter der Bezeichnung „Astrakan-Kanin“ gehandelte Kaninfelltafeln (gefärbt, geschoren und moirégepresst, Hofstetter 2021)

Die Lockenprägepresse ist ein Gerät der Rauchwarenveredlung. Mit ihr werden durch Bügeln der Haarseite ansonsten glatthaariger Felle künstliche Locken oder Ondulierungen erzeugt. Dafür eignen sich besonders Kaninfelle und verschiedene Arten von Lammfellen. Diese werden anschließend zu Pelzen verarbeitet.
Die hauptsächliche Anwendung fand die Presse in Mitteleuropa in der zweiten Hälfte des 20. Jahrhunderts zur Erzeugung gelockter oder andersartig strukturierter Kaninfutter, als die Pelzmode gelockte und moirierte Pelzarten, wie Persianer oder Zickel, bevorzugte. Die zu Tafeln vorgefertigten Halbfabrikate fanden ganz überwiegend Verwendung als  Pelzinnenfutter  niedrigpreisiger Textilkonfektion, vor allem in Jacken- bis Kurzmantellänge.

## Vorgeschichte
Bereits in der ersten Hälfte des 20. Jahrhunderts gehörte die künstliche Musterung naturglatter Fellsorten zu den stark betriebenen Forschungsgebieten der Pelzveredlungsindustrie in verschiedenen Ländern. Eine „Unzahl von Patenten und Gebrauchsmustern“ gaben „Zeugnis von der Vielseitigkeit der betreffenden Versuche und der erreichten Lösungen“. Aus Amerika stammte die englisch/französische Bezeichnung „blocked lapin“ (gepresstes Kanin) für die so behandelten Felle des Kaninchens. Die ersten Muster wurden nach Art der Friseure mit Hilfe von heizbaren Lockenwicklern oder Wickelstäben, Locke für Locke, geformt. Gestützt auf wärmebeständige Lederzurichtungen wandte man anschließend das Pressen mit Schablonenmusterung bei wechselndem Druck und höheren Temperaturen an.
Einen gewissen Fortschritt brachte ein abschließendes Wasserabstoßendmachen durch eine Fixierung mit Formaldehyd allein oder kombiniert mit kunstharzbildenden Stoffen. Dazu wurden elektrisch heizbare Kämme oder besonders geformte Bürsten verwendet. Pressen und Drehen der Druckstempel bewirken bei zusätzlichem Einsatz von Fixationsmitteln gleichfalls Haarverlagerungen. Eine örtliche Haarverkürzung durch Ausscheren oder Sengen hatte eine ähnliche Wirkung.
Musterungen mit Hilfe von Klebstoffen hatten ebenfalls kein befriedigendes Ergebnis gezeigt. Im Jahr 1935 war es der Firma C. F. Th. Lindner nach deren Angaben durch ein neues Verfahren gelungen, „sowohl geschorene wie kurt- und glatthaarige Pelzfelle mit einem höchst dauerhaften und einwandfreien Moiré zu versehen“. Die Felle wurden zwar auch gepresst, „aber durch das neue Verfahren so hergerichtet, daß das bisherige Strecken und Zwecken ganz in Wegfall kommt“.
Etwa 1937 wurde eine Technik, eventuell die vorgenannte, zur künstlichen Strukturierung des Haarvlieses beschrieben:

„Die gefärbten und fertig veredelten Felle erhalten bei diesem Verfahren auf einer schweren Prägemaschine von der Lederseite her das Moiré eingeprägt. Durch Überkleben des Leders mit einem leichten Überzug wird für die Beständigkeit des Moiréeindrucks gesorgt. Diesem Verfahren können alle geringwertigeren glatthaarigen Felle unterworfen werden, es konnte sich trotzdem bisher nicht in größerem Umfang durchsetzen.“

Anfang der 1940er Jahre wurde den bis dahin bekannten Verfahren noch folgende Mängel nachgesagt:
1. Die Wasserbeständigkeit der erzielten Effekte ist zumindest beschränkt
2. Die Imprägnierung mit Agentien verschiedener Art, um die Resistenz gegen Wasser zu erhöhen, ist stets mit einem Verkleben oder dem größeren oder geringeren Verlust von Spiel und Glanz des Haares verbunden
3. Die Moiréeffekte oder Lockenbildungen wirken künstlich, ja schablonenhaft
4. Ein nachträgliches Färben ist infolge der Haarbeschaffenheit ausgeschlossen
5. Die Fixierungsoperationen erfordern ziemlich anstrengende Eingriffe, speziell in die Ledersubstanz (starke Formolkonzentrationen, hohe Temperaturen usw.).[3]

Alle Methoden blieben wegen der mangelnden Wasserbeständigkeit erst einmal ohne Bedeutung.
Im Kriegsjahr 1943 ließ sich die Rauchwarenzurichterei und Färberei Paul Kunath,  Leipzig ein von dem Rauchwarenchemiker Ingenieur Anton Ginzel entwickeltes Erzeugnis als Geschmacksmuster schützen, bei dem im Zusammenhang mit einer dauerhaften Fixierung und besonderer Färbung das Fell des grauweiß gefärbten Indisch Lammfelles imitiert wurde, vor allem für Kaninfelle. Die Ledersubstanz blieb dabei unberührt. Durch die Fixierung sollte sogar bei einem anschließenden Farbprozess die Musterbeschaffenheit erhalten bleiben.

## Arbeitsweise
Die 1970 in einem Fachbuch der DDR beschriebenen Lockenprägepressen entsprechen in ihrer Arbeitsweise einer hydraulischen Presse. Die einstellbare Druckkraft wird durch zwei Hydraulikzylinder erzeugt. Durch hohen Druck und geeignete Werkzeuge erzielen sie den gewünschten Effekt.
Das Haar wird hierbei erst plastisch gemacht (zum Beispiel durch eine Thioglykolsäurebehandlung), um anschließend mit Prägeapparaturen verformt zu werden. Gleichzeitig oder anschließend wird eine verfestigende Behandlung mit Wasserstoffperoxyd durchgeführt.
Die Prägemaschinen arbeiten entweder mit Druck oder mit Druck und Schub, das heißt, beim Schließen der Presse wird die eine Platte gegen die andere verschoben. Der Druck beträgt beispielsweise 4 bis 5 at (nach alter Bezeichnung) bei 50 °C über eine bestimmte Zeit. Über ein Schaltpult wird sowohl die Druckdauer als auch das Aus- und Einfahren der Hydraulikzylinder gesteuert. Die auf das Haar einwirkenden Arbeitswerkzeuge befinden sich an der oberen Seite der Druckstempel. Die gleichmäßige Wärmeleistung wird durch ein Heißwasserumlaufsystem erzeugt, das auf beide Druckplatten wirkt.
Während sonst beim Bügeln von Fellen eine Erhöhung des natürlichen Haarglanzes erfolgt, lässt sich dies mit der Lockenprägepresse, auch beim Einsatz von Glanzmitteln, nicht wesentlich erzielen. Dies ist bei der Auswahl der hierfür geeigneten Felle zu berücksichtigen.
Die so erhaltenen Lockenprägungen sind, je nach Verfahrensart und Fellart, zum Teil sehr gut haltbar. In dem genannten Fachbuch wurde resümiert: „Das Prägen von Locken hat sich in der Praxis als recht brauchbare Möglichkeit der Auswertung von Kanin- und Lammfellen erwiesen.“

## Sonstiges
- Der Gegensatz des Lockens glatthaariger Felle ist das Entlocken, besonders von Langhaar- und Oberhaarfellen. Vor allem Lammfelle werden durch die Bearbeitung des mit Bügelwasser befeuchteten Haars mit einer rotierenden Bügelwalze attraktiver gemacht. Vor dem Bügelprozess erfolgt ein maschinelles Entlocken durch Kratzwalzen.[2]

- In der Kaninchenzucht gibt es natürlich gelockte Tiere, wohl ursprünglich in Hinblick auf die Pelzverarbeitung weiter gezüchtete Sorten. Eine Unterart wird von den Züchtern als Rexpersianer bezeichnet.